# Abdul Karimou Goukoye
Abdul Karimou Goukoye (Niamey, Níger, 16 de julio de 1964 - Bruselas, Bélgica, 8 de noviembre de 2021) fue un político y oficial militar nigerino.

## Biografía
Realizó una maestría en estudios de defensa estratégica en el Centro militar de estudios estratégicos (Roma).
Participó en el golpe de Estado del 18 de febrero de 2010, que destituyó al presidente Tandja Mamadou. Goukoye Abdoul Karimou se presentó entonces como portavoz del Consejo Supremo para la Restauración de la Democracia (CSRD). Era hasta entonces jefe de inteligencia militar y portavoz del ejército.
Dirigió el famoso escuadrón blindado Madaouela, en el norte de Níger, y la inteligencia militar durante varios años. También presidió la Alta Autoridad para la Seguridad Alimentaria (HASA), fue hasta su muerte, agregado militar en la Embajada de Níger en Bruselas.